# Neverwhere (novela)
Neverwhere es la segunda novela fantástica en solitario del escritor británico Neil Gaiman. Se hizo en 1996, con posterioridad a la serie de 6 capítulos de la BBC del mismo nombre, emitida en BBC 2. 
Neverwhere es la historia de un hombre ordinario llamado Richard Mayhew y su viaje por el extraño y peligroso Londres de Abajo. Al ayudar a una joven llamada Puerta, Richard entrará a formar parte de los habitantes del Londres de Abajo. El mundo subterráneo tiene sus propias reglas y Richard deberá aprenderlas para sobrevivir. Richard buscará a Puerta y la ayudará a llevar a cabo su venganza contra los asesinos de su familia. En su camino se encontrarán con personajes de lo más variopintos.

## Personajes

### Habitantes de Londres de Arriba
- (Sir) Richard Mayhew: Dick es un joven escocés que se mudó a Londres para trabajar como contable. En Londres lleva una vida rutinaria. Ayudará a Lady Puerta cuando es perseguida por Croup y Vandemar y se verá implicado por los asuntos de Londres de Abajo.
- Jessica: Jess es una mujer atractiva que está prometida a Richard Mayhew. Conoció a Dick en París (Francia).
- Clarence: Joven ayudante de Jessica.
- Señor Stockton: VIP. Jefe de Jessica. Patrocina la galería de obras de arte de ángeles donde se encuentra la puerta a la habitación del ángel Islington.
- Gary: Amigo de Richard Mayhew. Trabaja en la misma oficina que él.

### Habitantes de Londres de Abajo

#### Sin alineación
- Marqués De Carabas: Lleva un abrigo negro y enorme bastante elegante y botas negras y altas. Solo destacan sus ojos y su boca sobre una piel que es negra sin matices. Se gana la vida ofreciendo y obteniendo favores. Tiene acceso a objetos de gran poder. Ayudará a Lady Puerta para devolver un favor a Lord Pórtico. Es asesinado durante un enfrentamiento con Croup y Vandemar. (El nombre de Marqués De Carabas aparece en el cuento popular "El Gato con Botas").
- Viejo Bailey: Anciano de rostro amable y arrugado, con unas patillas de boca de hacha. Prefiere vivir en los tejados que en el subsuelo. Según Richard Mayhew tiene el aspecto de Robinson Crusoe que en lugar de naufragar en una isla lo hubiera hecho en un tejado. Tiene un negocio en el Mercado Flotante de venta de pájaros e información. Ayudará a De Carabas comprando su cuerpo y resucitándolo.
- Martillador: Tiene un herrería en el Mercado Flotante. Es un hombre barbudo y extraordinariamente grande. Conoce y aprecia a Lady Puerta.

#### Indigentes
- Lear: Es un saxofonista altísimo que toca en el metro de Londres. Tiene pelo oscuro, largo hasta los hombros y una barba larga, ahorquillada y oscura. Sus ojos están hundidos y su nariz es seria. Viste una camiseta rota y unos tejanos manchados de aceite. Guiará a De Carabas a la Corte del Conde a cambio del reel que escribió el maestro de Merlín, Blaise, que convencía a cualquiera que lo oyera para que le diera monedas.
- Iliaster: Un indigente, amigo de los rataparlantes.

#### Casa del Arco
- Lady Puerta: Es una chica de pelo rojizo, ojos ópalo de fuego con reflejos verdes y azules brillantes e incluso rojos y amarillos. Al igual que el resto de componentes de la Casa del Arco tiene el poder de abrir puertas. Es la hija mayor de Lord Pórtico. Será la responsable de los problemas de Richard Mayhew. Vengará a su familia enviando a millones de kilómetros a los responsables de su muerte.
- Lord Pórtico: Es el padre de Lady Puerta. Era un hombre con ideas que quería que las cosas cambiaran en Londres de abajo a través de la unión de las distintas facciones que peleaban entre sí.
- Cancela: Madre de Puerta y esposa de Lord Pórtico.
- Arco: Hijo de Lord Pórtico y Cancela.
- Entrada: Hija menor de Lord Pórtico y Cancela.

#### Guardaespaldas
- Varney: Es un tipo enorme y rudo con numerosos tatuajes y una dentadura en mal estado. Es el autoproclamado "mejor guardia y asesino a sueldo". Tiene el poder de la telequinesis. Será primero chantajeado y luego asesinado por Croup y Vandemar.
- Lechuguino Sin Nombre: Se presenta a las pruebas para guarda espaldas en el Mercado Flotante. Tiene una cara empolvada de blanco y labios pintados de rojo. Es vencido por Ruislip.
- Ruislip: Se presenta a las pruebas para guarda espaldas en el Mercado Flotante. Tiene el aspecto de un rastafari gigantesco. Tiene el poder de la telequinesis. Es vencido por Varney.
- Cazadora: Es una mujer alta, con pelo largo y leonado y la piel del color del caramelo quemado. Su voz suena a crema y a miel. Viste ropa de cuero con vetas, moteado de tonos grises y marrones. Lleva una talega de cuero estropeada colgada del hombro, un bastón, un cuchillo en el cinturón y una linterna atada con una correa a la muñeca. No puede salir a Londres de Arriba. Luchó y venció al gran rey caimán blanco y ciego de las cloacas de Nueva York, el oso bajo la ciudad de Berlín y un tigre negro en la ciudad subterránea de Calculta. Traiciona a Lady Puerta a cambio de la lanza que le permitirá matar a La Bestia. Muere a manos de su objetivo: La Bestia del laberinto de Londres.

#### Corte del Conde (Earl's Court)
- Su Excelencia el Conde: Es un hombre anciano, que ha visto tiempos mejores. Lleva un parche en le ojo izquierdo que perdió, al parecer, por culpa de De Carabás. Tiene una barba gris y roja. Viste un raído batín de piel bajo el cual se puede ver lo que parecen ser unos pantalones de pijama. Es un antiguo amigo de Lord Pórtico, motivo por el cual ayudará a Lady Puerta.
- Tooley: Bufón del Conde. Hombre mayor, de edad parecida a los demás miembros de la corte, con la boca cansada y sin gracia y la cara pintada.
- Dagvard: Es un soldado anciano de la corte del Conde.
- Halvard: Anciano de la corte del Conde.

me

#### Ratanoparlantes
- Lord Ratanoparlante: Es un hombre de pelo largo y dientes amarillos. Pedirá a Anestesia que ayude a Richard Mayhew a pesar de que no le gusta la idea, porque se lo ordena Maese Colalarga.
- Anestesia: Una chica delgada. Ayudará a Richard Mayhew a atravesar El Puente de la Noche en el que desaparecerá.

#### Asesinos
- Sr. Croup: Según Richard Mayhew es un zorro. Tiene los ojos azul porcelana desvaído, pelo lacio, graso y de un color naranja insólito, y una tez pálida. No lleva joyas aparentes. Es compañero del Sr. Vandemar. Juntos dicen haber incendiado la Ciudad de Troya, llevar la peste negra a Flandes, asesinado a doce reyes, cuatro papas, medio centenar de héroes y 2 dioses reconocidos. Su último trabajo ha sido torturar a muerte a todo un monasterio en la Toscana del siglo XVI. Además mataron al marqués de Westmorland y conde de Exeter en York en el siglo XIV.
- Sr. Vandemar: Según Richard Mayhew es un lobo. Tiene ojos marrones, le saca dos cabezas a su compañero Croup y lleva 4 anillos hechos con los cráneos de 4 cuervos. Siempre tiene hambre. Es compañero del Sr. Croup.
- Sr. Ross: Es un asesino que acompañará inicialmente al Sr. Croup y al Sr. Vandemar, fue contratado en el Mercado Flotante celebrado en Westminster. Muere mientras persiguen a Lady Puerta. Según el Sr. Croup era un canario y nunca lo supo.

#### Dominicos (Blackfriars)
- Hermano Sable: Viste el hábito negro de fraile dominico. Tiene la piel del color del castaño oscuro de la caoba vieja. Es alto y tiene un bastón de madera alto como él. Protege el puente, que es la primera prueba para conseguir la llave. Se enfrenta a Cazadora y es derrotado.
- Hermano Fuliginoso: Es más joven y más bajo que el hermano Sable. Tiene la piel color moreno oscuro y brillante. Presenta un acertijo a Lady Puerta como segunda prueba para conseguir la llave.
- El Abad: Abad de los dominicos. Tiene los ojos de color blanco azulado glauco, velados por las cataratas. Llevará a Richard Mayhew a la ordalía, tercer y última prueba para conseguir la llave.

#### Siete hermanas
- Serpentine: Es una de las Siete Hermanas (el nombre de Siete Hermanas proviene de la estación de metro Seven Sisters). (Serpentine es el nombre de un Lago de Hyde Park). Ayudará a Lady Puerta.

#### Cloaqueros
- Dunnikin: Cloaquero. Recoge el cadáver de De Carabás y lo trueca con el viejo Bailey en el Mercado Flotante por un poco de Chanel N.º 5.

#### Terciopelos
- Lamia: Es una Terciopelo. Tiene las manos frías. Labios azules color ciruela, pelo negro color azabache. Ayuda a Lady Puerta y Richard Mayhew a buscar el camino por la calle del Descenso. Intenta matar a Richard Mayhew absorbiendo su calor, cosa que no consigue gracias a De Carabás.

#### No humanos
- La Bestia: Podría ser que en otro tiempo hubiera sido un jabalí. Es el guardián del laberinto de Londres. Tiene las ijadas y la espalda cubierta de armas rotas de los que se han enfrentado a ella y perdido. Sus ojos son de color rojo. Muere a manos de Richard Mayhew, tras dejar herida de muerte a Cazadora.
- Islington: Es un auténtico ángel. Viste una túnica simple y blanca, y sus pies están descalzos. Tiene la cara pálida y sabia, y dulce; quizá un poco solitaria, es muy hermosa. Estuvo presente en la destrucción de la Atlántida.
- Maese Colalarga: Una rata del clan Gris. Ayudará primero a Lady Puerta y luego a Richard Mayhew.
- La señorita Bigotes: Rata de color marrón, su nombre queda mejor en ratano.

## Lugares
- Londres de Arriba: También llamado sobremundo. Es el Londres del siglo XX.
- Londres de Abajo: También llamado lado subterráneo. Es un Londres mítico situado bajo el Londres actual y que está formado por partes y ecos antiguos del Londres de Arriba.
- Mercado flotante: Mercado que se celebra cada vez en un lugar diferente. Se celebra en: Westminster, Harrods y en el HMS Belfast (cañonero de 11 000 toneladas).
- El Puente de la Noche: Ha de ser cruzado para llegar a Harrods. Es más seguro pasarlo en grupos grandes, puesto que se cobra un peaje de uno de los pasantes.
- Corte del Conde: (Su nombre proviene de la estación de metro Earl's Court).
- British Museum: Estación en el Londres de Abajo que lleva al Museo Británico.
- Calle del Descenso: Calle para bajar al Laberinto de Londres.
- Laberinto de Londres: Laberinto protegido por La Bestia.

## Adaptaciones
- La adaptación radiofónica completa de la novela fue emitida del 16 al 22 de marzo de 2013, a cargo de la BBC Radio 4 y BBC Radio 4 Extra.
- En 2017, HarperAudio, empresa de HarperCollins, estrenó un audiolibro de la novela, narrado por Neil Gaiman.